# Notadusta punctata
Notadusta punctata is een slakkensoort uit de familie Cypraeidae. De wetenschappelijke naam is gepubliceerd in 1771 door Linnaeus.